# Qudos Bank Arena
Sydney Super Dome (atualmente chamada como Qudos Bank Arena) é uma arena localizada na cidade de Sydney, na Austrália. A maior arena do país, com capacidade máxima de 21 000 pessoas.
A instalação de A$ 190 milhões foi projetada pela COX Architecture & Devine deFlon Yaeger e construída pela Abigroup e Obayashi Corporation. Bob Carr, primeiro-ministro de Nova Gales do Sul, inaugurou oficialmente o estádio em novembro de 1999.